# Reinboto von Meilenhart
Reinboto von Meilenhart († 27. August 1297 wahrscheinlich in Eichstätt) war Fürstbischof von Eichstätt von 1279 bis 1297.

## Leben
Reinboto stammte aus dem Geschlecht derer von Meilenhart. Namensgebender Stammsitz war Burg Meilenhart bei Daiting, heute eine Gemeinde im schwäbischen Landkreis Donau-Ries. Die Familie waren Ministeriale der Grafen von Graisbach. Reinboto von Meilenhart war seit 1270 Eichstätter Domherr. Er stand in engen Beziehungen zum Erzbistum Mainz und wurde vom Papst mehrfach für Verhandlungen beauftragt. Es gelang ihm, das Territorium des Hochstifts vor allem durch weitere Ankäufe abzurunden, entfernteren Besitz dagegen versuchte er zu verkaufen. Die Aussicht auf eine beträchtliche Erweiterung des Eichstätter Gebietes ergab sich durch die mögliche umfangreiche Erbschaft der letzten Grafen von Hirschberg. Der Erbfall trat unter Reinbotos Nachfolger Konrad II. von Pfeffenhausen ein und beschäftigte in seinen Auswirkungen auch noch die nachfolgenden Erzbischöfe.
Reinboto wurde im Willibaldschor des Eichstätter Doms bestattet; eine Grabplatte ist nicht erhalten.